# Scheunenfund

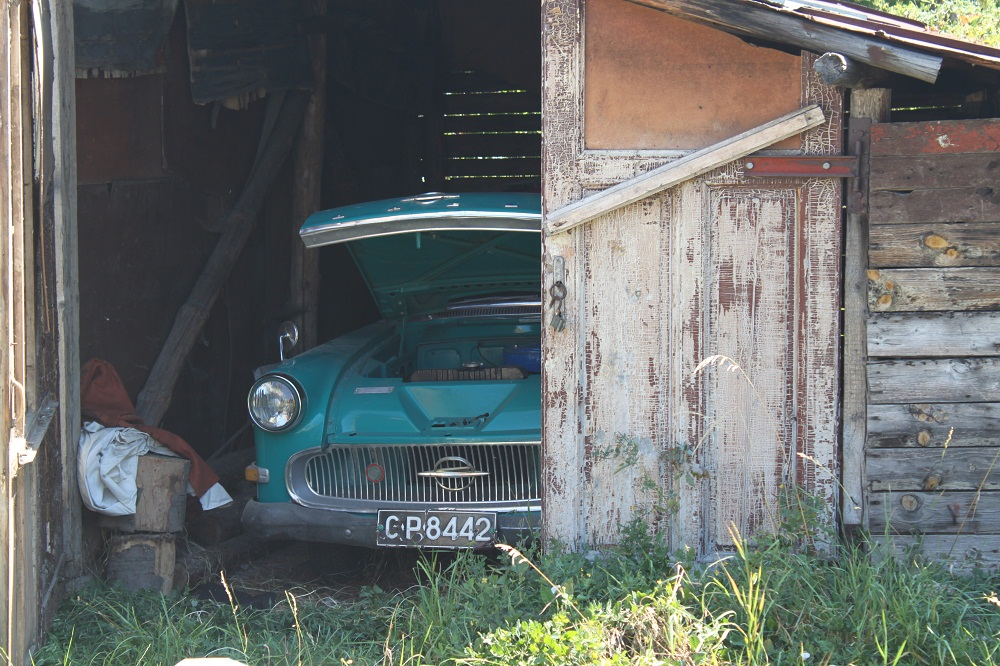
Ein Opel Olympia Rekord P1, Baujahr 1958

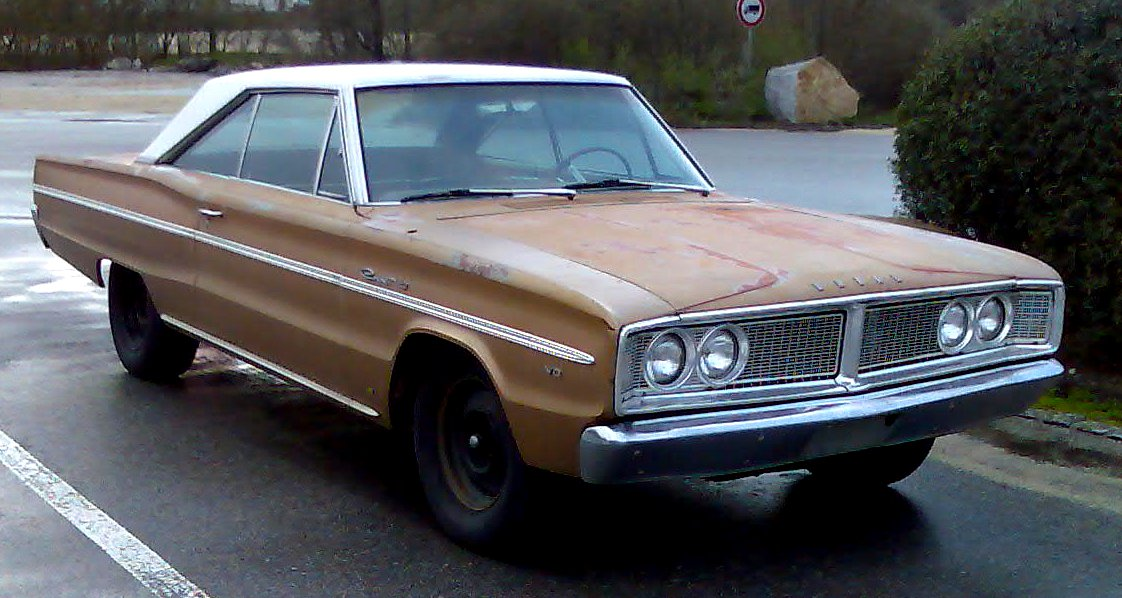
US-Scheunenfund 1970er Dodge Coronet beim Import nach Deutschland

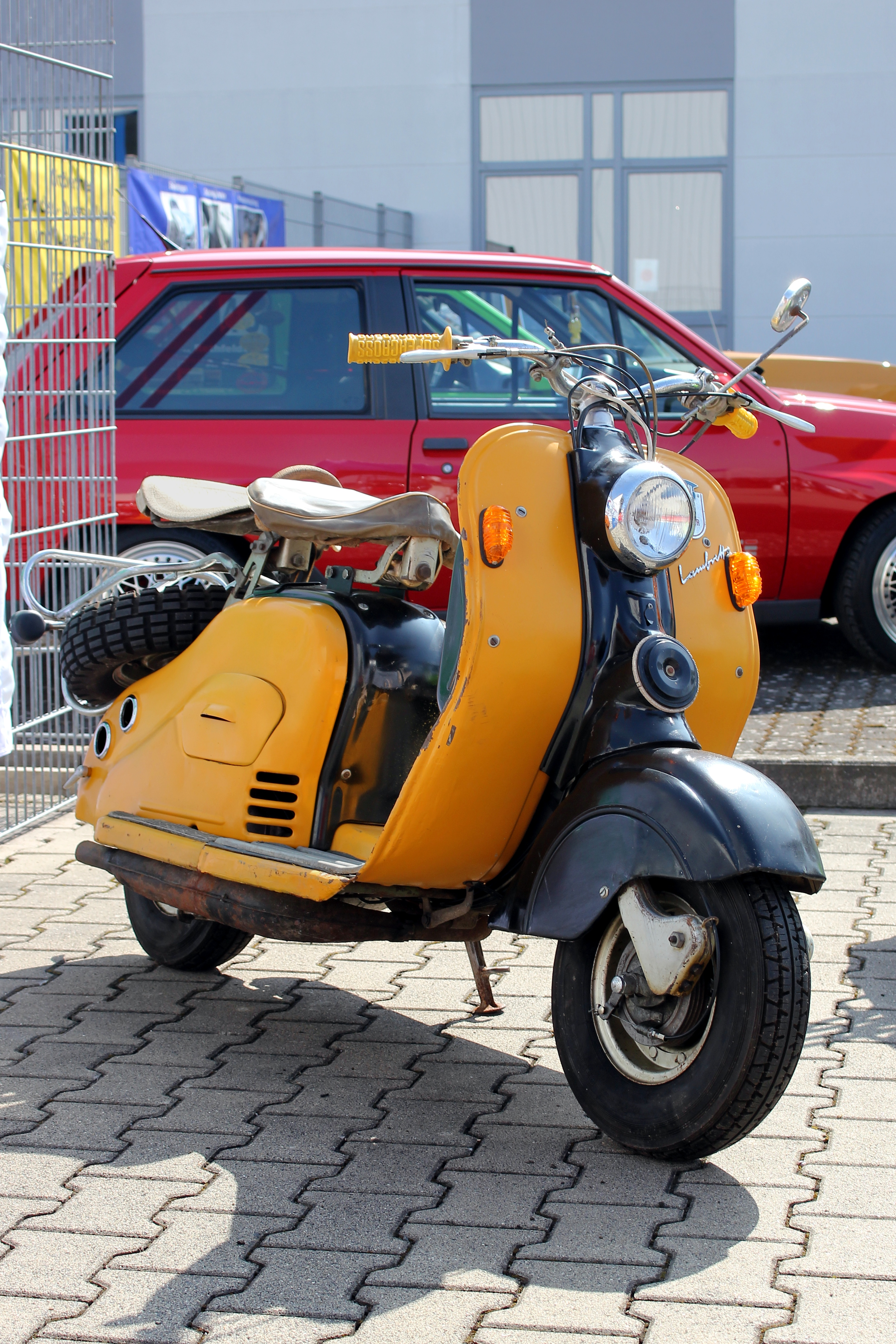
Als „aktueller Scheunenfund“ bei einem Oldtimertreffen angeboten: NSU Lambretta von 1955

Als Scheunenfund oder Garagenfund bezeichnet man hauptsächlich das Auffinden eines alten Fahrzeuges, das jahrzehntelang an einem Ort abgestellt und nicht reaktiviert wurde, bzw. analog die dabei aufgefundenen Fahrzeuge selbst. Aber auch andere in Vergessenheit geratene und dann wiedergefundene Gegenstände, wie z. B. Militaria, Briefmarken oder Haushaltsgegenstände, werden unter Sammlern so bezeichnet.
Fahrzeuge wurden aus unterschiedlichen Gründen abgestellt, z. B. weil eine Reparatur seinerzeit nicht mehr lohnte, ein finanzieller Engpass die weitere Restauration nicht mehr ermöglichte, familiäre Gründe z. B. Kinder andere Prioritäten erfordern, man sich ein neues Fahrzeug angeschafft hatte oder ein Restaurierungsprojekt nicht umgesetzt wurde. Manchmal werden solche Fahrzeuge erst entdeckt, wenn der Besitzer verstorben ist.

## Lokomotiven

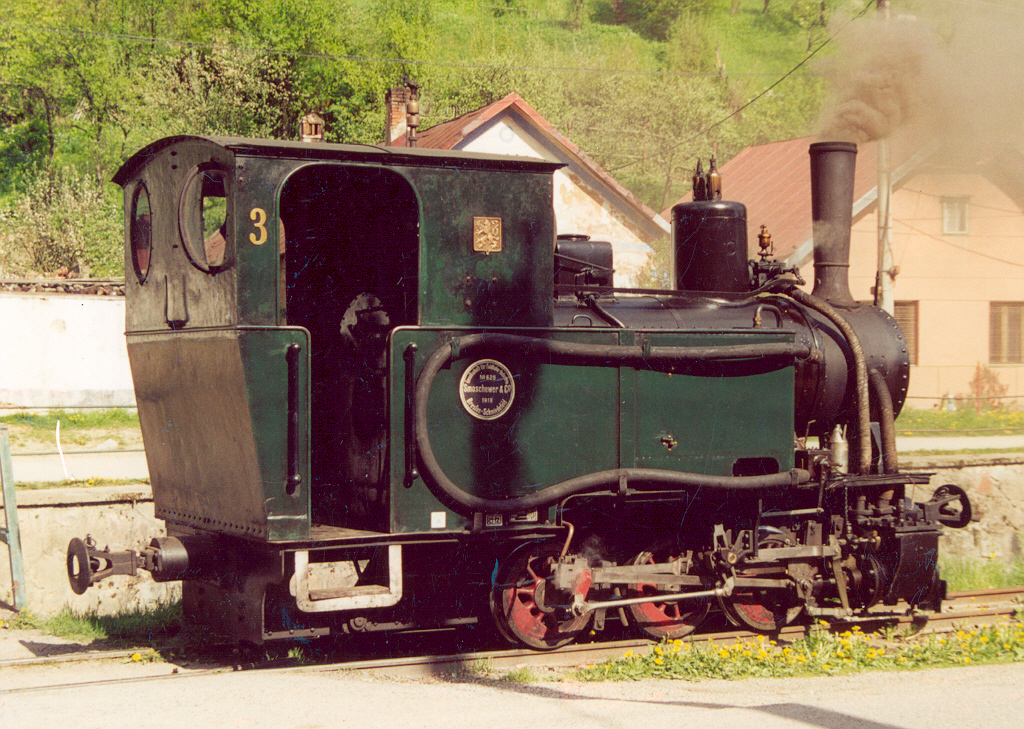
Diese Dampflokomotive wurde bei Brünn als Scheunenfund entdeckt

Lokomotiven oder andere Eisenbahnfahrzeuge werden nur selten aufgefunden. Ein Beispiel dafür ist das Auffinden einer ehemaligen altösterreichischen Heeresfeldbahndampflokomotive in der Scheune eines Landwirtschaftsbetriebes bei Brünn. Ein anderer Fall zeigte sich bei einer historischen Feldbahndiesellok in Deutschland, die 53 Jahre lang unbenutzt in einem Schuppen gestanden hatte. Sehr ähnlich war auch der Scheunenfund der Schlepperfreunde Schmiechen – eine Feldbahnlok war jahrzehntelang in einer Halle gestanden, bevor sie 'entdeckt' worden war.
Das Auffinden einer 1897 in Deutschland gebauten Dampflokomotive „im Vorzimmer des Chefs“ einer Maschinenfirma in Mexiko-Stadt gilt als vergleichbar zu einem Scheunenfund.
Medial bekannt wurde der Fall einer 1929 gebauten Dampflokomotive von Hunslet. Sie wurde in einem Schuppen bei einem englischen Karmeliterkloster gefunden und fährt ab 2025 – nunmehr repariert – bei einer Museumseisenbahn.

## Alltagsfahrzeuge
Oft sind es Modelle, die zur Zeit ihrer Einlagerung weit verbreitete Alltagsfahrzeuge waren. Während ihres jahrzehntelangen Stillstands verschwanden die zeitgenössischen Modelle aber allmählich aus dem Straßenbild, sodass das wiederentdeckte Fahrzeug, sofern es in gutem Zustand ist, zu einem seltenen Youngtimer oder Oldtimer mit meist geringer Laufleistung wurde, der je nach heutigem Image des jeweiligen Modells im Wert gestiegen sein kann.
Der technische und optische Zustand hängt sehr von den Lagerbedingungen ab. Stand das Fahrzeug überdacht, trocken und gut belüftet, kann es vergleichsweise gut erhalten sein. Schlechte Belüftung und vor allem Feuchtigkeit können zu Schimmel an der Inneneinrichtung und Rost- bzw. allgemein Korrosionsschäden an der Karosserie, im Tank, an der Benzinleitung und im Vergaser führen.
Manche Teile von Fahrzeugen, vor allem Dichtungen aus Gummi und Kork, können nach jahrzehntelanger Standzeit durch ihre natürliche Alterung unbrauchbar geworden sein und müssen ausgewechselt werden. Manche Metallpassungen, z. B. in Bremszylindern, neigen dazu, nach langer Standzeit auch unter besten Bedingungen „fest“ zu sein.
Wegen des Trends zu unrestaurierten Fahrzeugen ist das Interesse an gut erhaltenen Scheunenfunden gestiegen, die zum Teil noch fahrbereit sind. Aber auch Fahrzeuge in desolatem Zustand werden unter zum Teil erheblichem Aufwand restauriert. Selbst bis zur Unrestaurierbarkeit verfallene Fahrzeuge können noch als Teileträger beachtliche Erlöse erzielen, da sie oft brauchbare Ersatzteile enthalten, die sonst kaum mehr erhältlich sind. Ein Beispiel dafür war die Versteigerung vieler historischer Fahrzeugwracks eines Autofriedhofs im schweizerischen Gürbetal im Jahr 2009.

## Raritäten

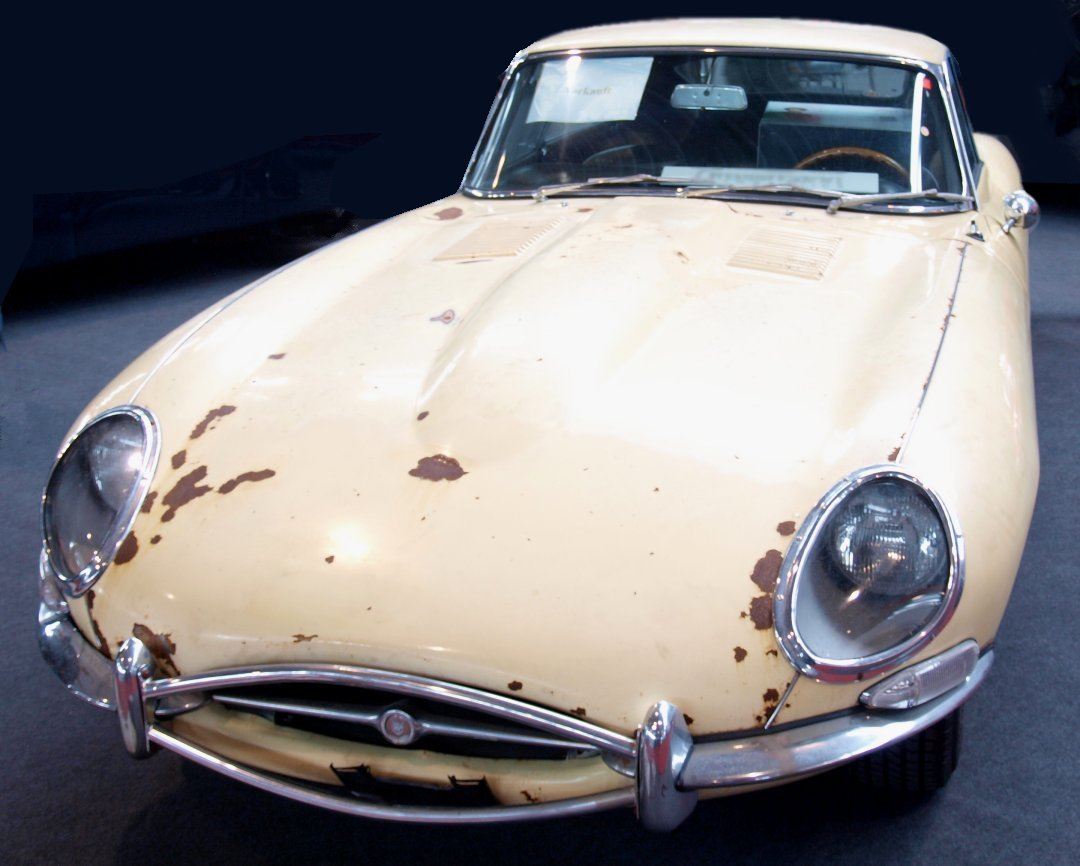
Scheunenfund Jaguar E-Type auf einer Verkaufsausstellung

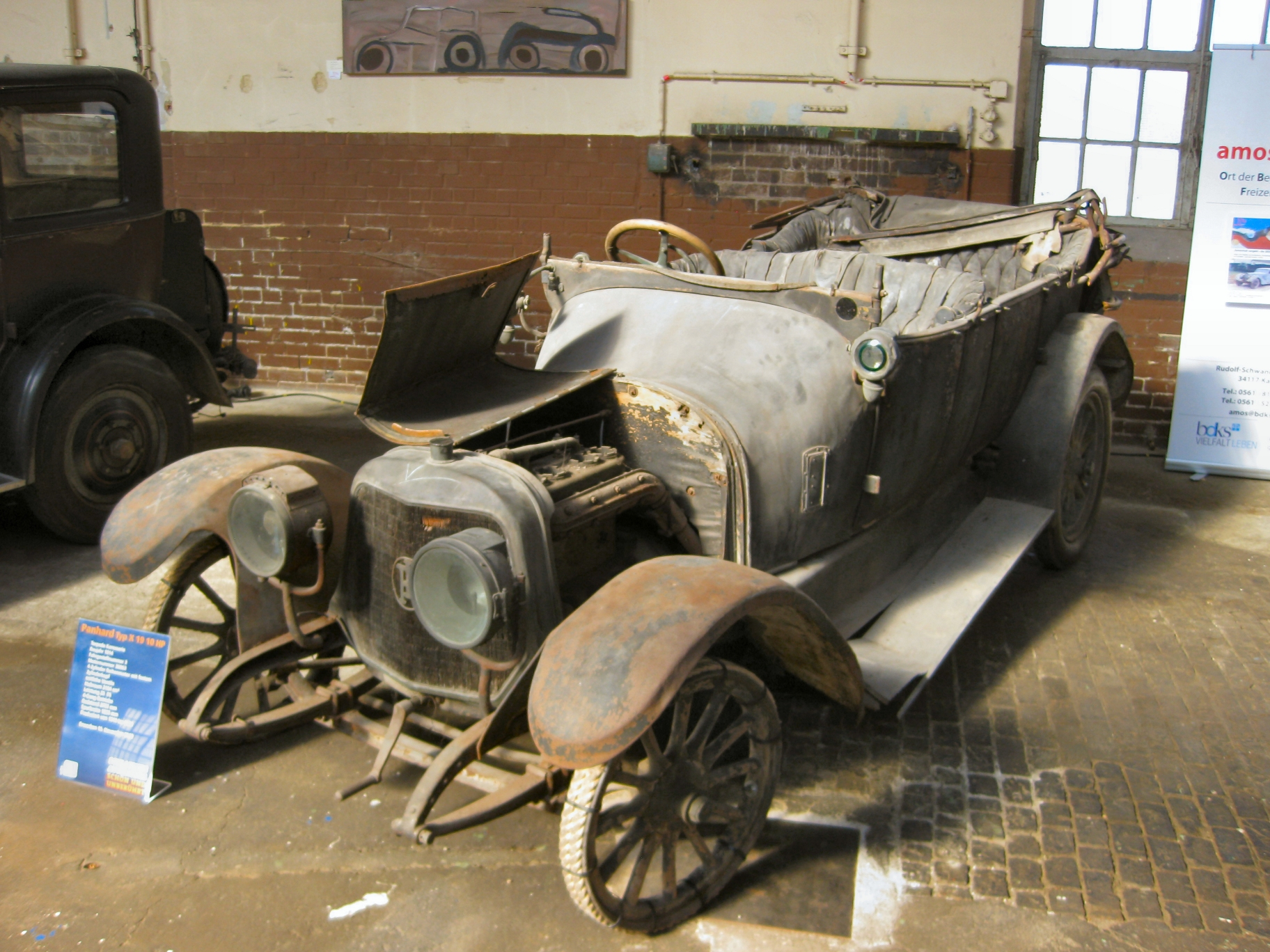
Panhard X19 aus Schlumpf-Depot

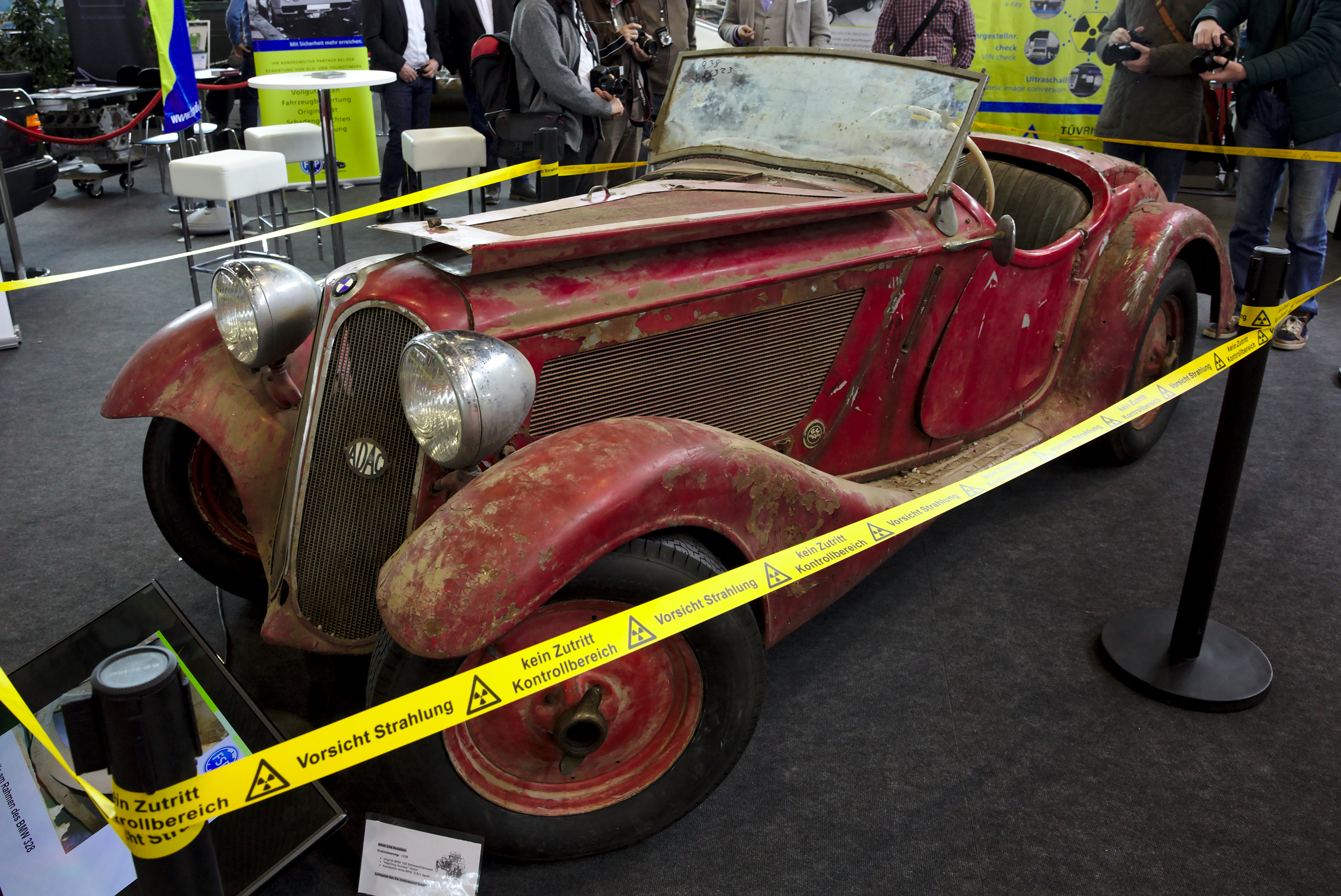
BMW-Roadster der 1930er-Jahre auf den Retro Classics 2018

Seltene Fahrzeuge, oder Fahrzeuge, die in limitierter Auflage hergestellt wurden, werden nach ihrem Auffinden häufig auf Auktionen zu Preisen weit oberhalb ihres Anschaffungspreises versteigert. Viele dieser von Liebhabern ersteigerten Kraftfahrzeuge werden dann als Geldanlage oder Sammlerstücke nicht im Straßenverkehr genutzt. Einige werden jedoch bei Oldtimerrennen, Oldtimertreffen, Messen, speziellen Ausstellungen der Fahrzeughersteller oder Werbeveranstaltungen der Öffentlichkeit gezeigt.
Da sie häufig als Raritäten oder Oldtimer gelten, ist ihr Einsatz im täglichen Straßenverkehr meist nur auf wenige Tage mit guter Witterung beschränkt.
Auch nicht alltägliche Fahrzeuge wurden als „Scheunenfund“ wiederentdeckt, wie z. B. ein 1968er Aston Martin DB 6 Vantage, oder ein Bugatti 57 SC Atalante und konnten so erhalten bleiben.
In der Kategorie der besonders wertvollen Fahrzeuge werden meist solche, die wegen ihres Erhaltungszustandes als unrestaurierbar gelten, konserviert und im Original bewahrt.
Ein außergewöhnlicher Scheunenfund sind knapp 50 Exponate aus der Sammlung Schlumpf: Sie wurden in einem Depot der Sammlung entdeckt und anlässlich des 1100-jährigen Jubiläums der Stadt Kassel (die Partnerstadt von Mülhausen ist) dort ausgestellt.